# Fortim
Fortim é um município brasileiro do estado do Ceará. Sua população estimada em 2020 era 16 631 habitantes.

## História
Em suas origens,consta como fruto da Proto-História do Ceará, tendo sido fundado por Pero Coelho de Souza, quando de sua malograda Expedição de 1603. No itinerário Paraíba-Ibiapaba e por conveniência de ordem regimental, baixou em acampamento exatamente nessa parte costeira, demorando-se o tempo necessário ao engajamento de tropas indígenas locais. Por ocasião do retorno, miseravelmente abatido e destroçado, acampou no mesmo local, conduzindo apenas dezoito soldados mancos. Desolado, buscou o itinerário que o levaria à Paraíba, onde esperava encontrar apoio. Sem nada conseguir, retornou ao ponto de origem trazendo em sua companhia D. Maria Tomázia, sua mulher e cinco filhos menores. Fundou, então ou denominou o precedente Forte São Lourenço de Forte Nova Lisboa ou Nova Lusitânia.

## Economia
A economia tem como principal base a agricultura, turismo e pescaria.

## Infraestrutura

### Educação
Taxa de escolarização de 6 a 14 anos de idade é de 97,5 %. Fortim conta com 11 escolas municipais e 1 escola estadual, a Escola de Ensino Médio Helenita Lopes Gurgel Valente, sendo esta última integrante da CREDE-10, situada em Russas.

### Saúde
Segundo o IBGE a taxa de mortalidade infantil média na cidade é de 11.30 para 1.000 nascidos vivos. Comparado com todos os municípios do estado, fica nas posições 1 de 184 e 170 de 184, respectivamente.